# Duvy
Duvy é uma comuna francesa na região administrativa de Altos da França, no departamento de Oise. Estende-se por uma área de 8,51 km². Em 2010 a comuna tinha 443 habitantes (densidade: 52,1 hab./km²).